# باشگاه فوتبال میوندالن
باشگاه فوتبال میوندالن (نروژی: Mjøndalen IF) یک باشگاه فوتبال در کشور نروژ است. که در لیگ دسته اول نروژ بازی می‌کند .
این باشگاه که در سال ۱۹۱۰ تأسیس شده‌است سابقه ۳ قهرمانی در جام حذفی فوتبال نروژ را در کارنامه دارد.
از بازیکنان ایرانی که در این باشگاه بازی کرده اند می توان به سوشا مکانی اشاره کرد.